# Борисевич, Валентин Алексеевич
Валенти́н Алексе́евич Борисе́вич (27 мая 1930, Москва, СССР — 19 февраля 2004, Минск, Республика Беларусь) — советский и белорусский учёный в области ядерной энергетики, кандидат технических наук (1965), лауреат Государственной премии БССР (1986).

## Краткие биографические данные
Сын Героя Труда А. И. Борисевича. Окончил Московский энергетический институт (1955) по специальности — инженер-теплотехник. С 1960 г., закончив аспирантуру в Энергетическом институте АН БССР по специальности Атомная энергия, работал на атомном реакторе ИРТ-2000. С 1957 г. работал в Институте энергетики, с 1965 г. в Институте ядерной энергетики (ИЯЭ) АН БССР, с 1992 г. в Институте проблем энергетики НАН Беларуси.
После защиты в 1965 г. диссертации на ученую степень кандидата технических наук назначен заведующим лабораторией Института ядерной энергетики АН БССР. В 1970 г. Борисевич В. А. получил диплом старшего научного сотрудника по специальности «Преобразование видов энергии».

## Научные и технические достижения
В. А. Борисевич является автором научных трудов по взаимодействию мощных потоков ионизирующего излучения с веществом, разработчиком технологий использования радиационных процессов в народном хозяйстве.
Научные интересы В. А. Борисевича были обращены к развитию актуальнейшего вопроса 50-70х гг. — атомной энергетике.
Под руководством В. А. Борисевича смонтирована и пущена в 1969 г. первая в Беларуси мощная многокамерная гамма-установка в Институте ядерной энергетики (ИЯЭ) АН БССР, находившемся в посёлке Сосны под Минском. Эта установка стала основой развития комплекса фундаментальных исследований в Академии наук и республике, в том числе — по созданию промышленных технологий. Под его руководством выполнены работы по исследованию воздействия мощных потоков гамма- и бета- изучения на вещество, процессов радиационно-химической модификации материалов, радиационно-технологических процессов, в частности, процессов радиационной стерилизации.
При участии В. А. Борисевича впервые в СССР разработан и внедрен в 1974 г. на заводе медицинских полимеров в Ленинграде в промышленных масштабах Минмедпрома СССР процесс радиационной стерилизации медицинских изделий разового пользования, систем взятия и переливания крови и других медицинских изделий из полимеров.
В 1986 г. Борисевичу В. А., в числе других соавторов, присуждена Государственная премия БССР за разработку и внедрение впервые в мире радиационной биотехнологии промышленного производства бактериальных удобрений — ризоторфина.
После Чернобыльской аварии на волне радиофобии, а также в связи с распадом СССР многие научно-исследовательские программы ИЯЭ АН БССР, связанные с гамма-излучением, стали сворачиваться.
С 1992 г. В. А. Борисевич занимался вопросами энергосбережения и использования местных ресурсов. Основная его деятельность была связана с фундаментальными исследованиями процессов анаэробного сбраживания органики, разработкой на этой основе и созданием биогазовых установок.
При его непосредственном участии проведена наладка и произведен пуск первой в республике промышленной биогазовой установки КОБОС. Под его руководством усовершенствованы и внедрены на установке КОБОС схемы управления, автоматики и КИП.
За время работы в ИПЭ НАН Б В. А. Борисевич разработал две крупномасштабные лабораторные биогазовые установки, смонтированные на птицефабрике Солигорская и в Институте проблем энергетики НАН Беларуси, на которых под его руководством был проведен цикл исследований. Участвовал в разработке трех промышленных биогазовых установок, строительство которых было отложено в связи с отсутствием финансирования. В 1997 г. разработал научные основы, технологическую схему и техническое задание на создание опытно-промышленной биогазовой установки (ОП БГУ) для Белорусской зональной опытной станции по птицеводству, а также дал технические предложения по конструкции её основных узлов.
Так же был осуществлена и разработана радиационная часть процесса обеззараживания стоков на животноводческих комплексах, был создан способ получения декоративных бетонполимерных плит с фактурой естественного камня.

## Награды
Кроме Государственной премии БССР В. А. Борисевич награждён медалью «За доблестный труд», медалью «Ветеран труда», нагрудным знаком «Изобретатель СССР», 6 медалями ВДНХ СССР, дипломами ВДНХ БССР, Почетными грамотами и Грамотами НАН РБ, ИЯЭ АН БССР, ИПЭ НАН РБ.

### Труды В.Борисевича
Является автором и соавтором 19 авторских свидетельств, часть из которых внедрена в промышленность страны.
Среди 160 научных трудов, написанными В. А. Борисевичем лично и в соавторстве — 72 печатных, 1 монография.
Ниже приводятся лишь некоторые.
- Борисевич В.А., Ванинская Ю.М., Дмитриев А.М. и др. Применение мощных источников гамма-излучения в народном хозяйстве Белоруссии. — Минск: Наука и техника, 1980. — С. 173, [2] c.
- Борисевич В. Невидимые пожары // Нёман : литературно-художественный и общественно-политический журнал. — Минск, 1996. — № 8. — С. 140–146. — ISSN 01307517.
- Борисевич В. А. Определение истинного удельного веса сыпучих веществ методом выталкивающей силы // изд.АН БССР : Труды института энергетики. — Минск, 1960. — № 11: Вопросы переноса энергии и вещества. — С. 12—16.
- Борисевич В. А. Эксперимантальное исследование течения сыпучей среды (песка) в вертикальных трубах // изд.АН БССР : Труды института энергетики. — Минск, 1960. — № 11: Вопросы переноса энергии и вещества. — С. 17—26.
- Борисевич В. А. Исследование процесса теплообмена при движении нагретого дисперсного материала в трубах // Тепло- и массообмен в капиллярно-пористых телах. — Минск, 1965.
- Борисевич В. А. Гамма-облучатель на гибких держателях // Весці АН БССР : часопіс. — Мінск, 1984. — Т. Навука і тэхніка, серыя фіз-энерг. навук, № 1. — С. 120 – 122. — ISSN: 0002-3558.
- Борисевич В. А. Биотехнология ризоторфина // За передовую науку: орган президиума, парткома, объединенного профсоюзного и комсомольского комитетов Академии наук Белорусской ССР. — 1986. — № 21 (312) — 27 июня.
- Борисевич В.А., Ванинская Ю.М., Горбатов Н.Е. и др. Стерилизация предметов медицинского назначения ионизирующим излучением // Здравоохранение Беларуси : научно-практический ежемесячный журнал. — Минск, 1975. — № 11. — ISSN: 0044-1961.
- Борисевич В.А., Капустина И.Б., Лобасенок В.А., Якимцов В.П., Борисов Б.Б. Эксплуатационные возможности декоративных бетонполимеров в экстремальных условиях // Весці АН БССР : часопіс. — Мінск, 1991. — Т. Навука і тэхніка, серыя фіз-энерг. навук, № 2. — ISSN: 0002-3566.
- Борисевич В.А., Якимцов В.П., Николаев В.А. Исследование процесса радиационного окисления полиэтиленовой плёнки на воздухе // Весці АН Б : часопіс. — Мінск, 1993. — Т. Навука і тэхніка, серыя фіз-техн. навук, № 1. — ISSN: 0002-3558.
- Starchenko T.V., Borisevich V.A., Gudkova L.K., Dorogush V.M., Klimko O.G., Likholap V.F., Pulyaeva I.V., Safonova I.G. Исследование процесса анаэробного сбраживания стоков птицефабрики в вытеснительном режиме // Весці АН Б : часопіс. — Мінск, 1996. — Т. Навука і тэхніка, серыя фіз-техн. навук, № 4. — С. 111—116. — ISSN: 0002-3566.
- Klimko O.G., Borisevich V.A., Gudkova L.K., Dorogush V.M., Likholap V.F., Pulyaeva I.V., Safonova I.G., Starchenko T.V. Study of a sour phase of the anaerobic process of bioconversion of fowl-fam drains = Изучение кислой фазы анаэробного процесса биоконверсии стоков птицефабрики // Весці АН Б : часопіс. — Мінск, 1997. — Т. Навука і тэхніка, серыя фіз-техн. навук, № 4. — С. 127—131. — ISSN: 0002-3566.
- Borisevich V.A., Gudkova L.K., Dorogush V.M., Klimko O.G., Likholap V.F. †, Pulyaeva I.V., Safonova I.G., Starchenko T.V. Investigation of the methanogenic phase of the process of anaerobic fermentation of poultry yard drain under accumulation conditions = Исследование метаногенной фазы процесса анаэробной ферментации стока птицефабрики в условиях скопления // Весці АН Б : часопіс. — Мінск, 1997. — Т. Навука і тэхніка, серыя фіз-техн. навук, № 4. — С. 125—126. — ISSN: 0002-3566.
- Borisevich V.A., Romanova L.V., Gudkova L.K., Klimko O.G., Safonova I.G., Starchenko T.V., Ustinova G.A. The changes in the biogas composition at the anaerobic fermentation of the cattle farm drain in the accumulation mode = Изменения в составе биогаза при анаэробной ферментации стоков в скотоводческом хозяйстве в режиме накопления // Весці НАН Б : часопіс. — Мінск, 2001. — Т. Навука і тэхніка, серыя фіз-техн. навук, № 4. — С. 128—131. — ISSN: 0002-3566.
- Borisevich V. A., Zatsepin O. I., Pulyaev V. F., Safonova I. G., Soloviev V. N., Tsaruk V. N. The installation for liquid bio-containing sewages utilization with obtaining of increased calorific bio-gas and pollution-free organic-mineral dung // Весці НАН Б : часопіс. — Мінск, 2002. — Т. Навука і тэхніка, серыя фіз-техн. навук, № 3. — С. 102—104. — ISSN: 0002-3566.
- Borisevich V. A. †, Gudkova L. K., Klimko O. G., Pulyaev V. F., Starchenko T. V. The particularities of bioreactor lead to displacing mode at anaerobic fermentation of effluents of poultry farms = Особенности биореактора, приводящие к перемещению режима при анаэробной ферментации сточных вод птицефабрик // Весці НАН Б : часопіс. — Мінск, 2004. — Т. Навука і тэхніка, серыя фіз-техн. навук, № 2. — С. 112—114. — ISSN: 0002-3566.
- Borisevich V. A. †, Gudkova L. K., Klimko O. G., Starchenko T. V. The algorithm of the calculation of digestion process of organocontaintng wastes // Весці НАН Б : часопіс. — Мінск, 2005. — Т. Навука і тэхніка, серыя фіз-техн. навук, № 2. — С. 94—96. — ISSN: 0002-3566.

### О деятельности В. А. Борисевича
О В. А. Борисевиче написана статья в Белорусской энциклопедии.
Белорусская писательница Светлана Кошур упомянула деятельность В. А. Борисевича и его отца в книге «Залатая падкова Свіцязі».
В. А. Борисевич был одним из тех людей, с кем беседовала писательница Светлана Алексиевич во время создания книги Чернобыльская молитва. От имени В. А. Борисевича в книге присутствует глава «Монолог о физике, в которую все мы были влюблены».
Об учёных ИЯЭ АН БССР, в том числе о В. Борисевиче снят документальный фильм «Я слышу весть».
В. А. Борисевича можно увидеть на картинах его друга, белорусского художника В. Минейки:
- Портрет физика В. А. Борисевича, 1971. Техника : холст / масло
- Физики (В. Борисевич, А. Радзяловский, В. Королёв), 1972. Техника : холст / масло